# Joanna Zając
Joanna Zając (* 13. September 1990 in Limanowa) ist eine ehemalige polnische Snowboarderin.

## Werdegang
Zając startete im Dezember 2005 in Arosa erstmals im Europacup und errang dabei die Plätze 14 und 11 in der Halfpipe. In der Saison 2007/08 nahm sie in Saas-Fee erstmals am Snowboard-Weltcup teil, wobei sie auf den 16. Platz in der Halfpipe kam und belegte bei den Juniorenweltmeisterschaften 2008 in Chiesa in Valmalenco den 29. Platz in der Halfpipe sowie den siebten Rang im Big Air. In der folgenden Saison wurde sie mit zwei dritten sowie einem ersten Platz Zweite in der Halfpipe-Wertung des Europacups. Beim Saisonhöhepunkt, den Snowboard-Weltmeisterschaften 2009 in Gangwon, kam sie auf den 36. Platz in der Halfpipe. Bei der Winter-Universiade 2011 in Erzurum wurde sie Neunte in der Halfpipe. In der Saison 2011/12 erreichte sie mit Platz sechs in der Halfpipe in Ruka ihre beste Platzierung im Weltcup und zum Saisonende mit dem 19. Platz im Freestyle-Weltcup sowie den 15. Rang im Halfpipe-Weltcup ihre besten Gesamtergebnisse. Bei den Weltmeisterschaften im Januar 2013 in Stoneham belegte sie den 24. Platz in der Halfpipe. In der Saison 2013/14 absolvierte sie in Stoneham ihren 23. und damit letzten Weltcup, welchen sie auf dem 21. Platz in der Halfpipe beendete und errang bei der Winter-Universiade 2013 in Monte Bondone den 11. Platz in der Halfpipe. Bei ihrer einzigen Teilnahme an Olympischen Winterspielen im Februar 2014 in Sotschi kam sie auf den 22. Platz in der Halfpipe. Im folgenden Jahr belegte sie bei der Winter-Universiade in der Sierra Nevada den 14. Platz im Snowboardcross.

## Teilnahmen an Weltmeisterschaften und Olympischen Winterspielen

### Olympische Winterspiele
- 2014 Sotschi: 22. Platz Halfpipe

### Snowboard-Weltmeisterschaften
- 2009 Gangwon: 36. Platz Halfpipe
- 2013 Stoneham: 24. Platz Halfpipe

## Weltcup-Gesamtplatzierungen
| Saison  | Gesamt/Freestyle | Gesamt/Freestyle | Halfpipe | Halfpipe | Big Air | Big Air |
| Saison  | Punkte           | Platz            | Punkte   | Platz    | Punkte  | Platz   |
| ------- | ---------------- | ---------------- | -------- | -------- | ------- | ------- |
| 2007/08 | 390              | 100.             | 390      | 33.      | -       | -       |
| 2008/09 | 110              | 141.             | 110      | 56.      | -       | -       |
| 2009/10 | 284              | 117.             | 284      | 47.      | -       | -       |
| 2010/11 | 690              | 26.              | 370      | 25.      | 320     | 15.     |
| 2011/12 | 560              | 19.              | 560      | 15.      | -       | -       |
| 2012/13 | 314              | 47.              | 314      | 31.      | -       | -       |
| 2013/14 | 210              | 76.              | 210      | 39.      | -       | -       |